# Vanrhynsdorp
Vanrhynsdorp ist ein Ort in der Gemeinde (Südafrika|Lokalgemeinde) Matzikama im Distrikt West Coast der südafrikanischen Provinz Westkap.
Der Stadtname ist eine Ehrung für Petrus Benjamin van Rhyn, ein Farmbesitzer dessen Land sich hier befand.

## Geographie
Der Ort liegt 307 Kilometer nördlich von Kapstadt im Kreuzungsbereich der N7 mit der R27, die nach Nieuwoudtville führt. Etwa 23 Kilometer westlich befindet sich Vredendal.
Im Jahre 2011 hatte er 6272 Einwohner in 1820 Haushalten auf einer Fläche von 5,99 km².

## Geschichte
Im Jahr 1751 wurde die Stadt als Trutro (Troe-Troe) gegründet, was sich von dem Kriegsruf Toro-Toro der Khoikhoi ableiteten soll und so viel hieß wie „Attacke-Attacke“. 1881 wurde der Name zu Van Rhijnsdorp geändert, um die Familie Rhijns zu ehren, die als Kirchenführer und Friedensrichter viel für die örtliche Gemeinschaft getan hatte. Vanrhynsdorp ist die älteste Stadt im Namaqualand und damit auch eine der ältesten in Südafrika.
Das Stadtrecht wurde 1913 verliehen.

## Sehenswürdigkeiten
In Vanrhynsdorp laufen drei „botanische Königreiche“ zusammen:
- Nama Karoovegetation,
- Sukkulenten in der Knersvlakte
- Kap-Fynbos in den umgebenden Bergen.

Nach dem Winterregen überzieht sich im Frühjahr (Juli/August) die Landschaft rund um die Stadt mit einer Vielzahl von Blüten.
Es gibt in der Umgebung eine Reihe von Felszeichnungen der San.
Die Kokkerboom Nursery (auch Kern Succulent Nursery genannt) am Ende der Voortrekker Street gilt als die größte Sukkulentengärtnerei in Südafrika.